# Джошуа Франко
Джошуа Франко (англ. Joshua Franco; 27 жовтня 1995, Сан-Антоніо, Техас) — американський професійний боксер, чемпіон світу за версією  WBA (Regular) (2020-2022) і WBA (Super) (2022-2023) у другій найлегшій вазі.

## Професіональна кар'єра
Франко дебютував на профірингу 2015 року. Протягом наступних трьох років він досяг рекорду 14-1.

### Франко проти Негрете
4 жовтня 2018 року зустрівся в бою за титул чемпіона WBC-NABF у другій найлегшій вазі з колумбійцем Оскаром Негрете. Бій закінчився нічиєю. Було призначено негайний матч-реванш, на кону якого крім титулу WBC-NABF стояв ще й WBA International. 25 квітня 2019 року Франко переміг розділеним рішенням суддів. 10 серпня 2019 року Франко провів перший захист своїх другорядних титулів знову проти Оскара Негрете. Третій бій між ними завершився, як і перший, нічиєю.

### Франко проти Молоні
23 червня 2020 року зустрівся в бою з чемпіоном  WBA (Regular) у другій найлегшій вазі Ендрю Молоні (Австралія). Франко переміг одностайним рішенням суддів завдяки нокдауну, в який надіслав суперника в одинадцятому раунді: якби не було нокдауну, бій мав завершитися нічиєю, яка б зберегла титул за Молоні.
14 листопада 2020 року бійці провели негайний реванш, який був визнаний таким, що не відбувся, після того як лікар біля рингу зупинив бій на початку третього раунду через пухлину навколо правого ока Франка, яка, за словами рефері, виникла внаслідок удару головою.
14 серпня 2021 року Франко і Молоні провели третій бій, і Франко здобув перемогу одностайним рішенням суддів.

### Підвищення до звання чемпіона WBA (Super)
9 лютого 2022 року WBA наказала свому чемпіону Хуану Франсіско Естраді (Мексика) провести захист титулу WBA (Super) проти Джошуа Франко, але він віддав перевагу бою з Романом Гонсалесом (Нікарагуа) і 11 серпня 2022 року офіційно відмовився від титулу. Одразу після цього Франко отримав підвищення до звання чемпіона WBA (Super) без бою.

### Франко проти Йоки
31 грудня 2022 року в Токіо відбувся об'єднавчий поєдинок між чемпіоном WBA (Super) Джошуа Франко і чемпіоном WBO Йока Казуто. Бій завершився нічиєю. Обидва боксери були не проти реваншу, заради якого Казуто звільнив титул WBO. Другий бій між Йока і Франко відбувся 24 червня 2023 року. Американець втратив свій титул ще на зважуванні, не вклавшись у вагу, тож за пояс WBA бився тільки Йока Казуто. Поєдинок тривав увесь відведений час, і японець виглядав краще у більшості раундів, що і засвідчили суддівські записки — 115-113 і двічі 116-112 на його користь. Йока став чемпіоном WBA.